# Кривошеин, Николай Иванович
Никола́й Ива́нович Кривоше́ин (1885, Ржев, Тверская губерния — 5 октября 1936, Москва) — большевик, начальник Минского гарнизона, участник разгона Всебелорусского съезда, депутат Всероссийского учредительного собрания, жертва политических репрессий.

## Биография
По сословному происхождению из мещан. Имел лишь низшее образование. По профессии приказчик. Находился под полицейским надзором с 1905 года, был арестован. Член РСДРП(б).
С 1915 года на Западном фронте вёл революционную агитацию среди солдат. В 1917 году солдат 37-го пехотного запасного полка. С марта 1917 г. — член Минского Совета рабочих и солдатских депутатов, с апреля 1917 член большевистской фракции исполкома Западного фронта 1-го созыва, делегат Первой Северо-Западной областной конференции РСДРП (б). С ноября член временного бюро ВКР Западного фронта, председатель исполкома Совета крестьянских депутатов Минской и Виленской губерний, почетный председатель Мозырского Совета крестьянских депутатов. 26 октября 1917 года назначен начальником Минского гарнизона:20. 26 октября 1917 года расклад сил был не в пользу большевиков, 20 тысячам солдат, поддержавших «Комитет спасения революции», они могли противопоставить лишь 3000 солдат и красногвардейцев. В ответ на ультиматум «Комитета спасения» с требованием передачи ему всей власти большевики при участии Кривошеина решили вступить в переговоры, чтобы оттянуть время:53-54. 2 ноября с подходом пробольшевистских революционных частей Минский совет отозвал своих представителей из «Комитета спасения», а из фронтового комитета вышла большевистская фракция. Большевики, включая Кривошеина, обратились с воззванием «Ко всем солдатам фронта», заканчивающимся словам «Долой фронтовой комитет, да здравствует революционный фронтовой комитет!»:64-65. 25 ноября от имени исполнительного комитета Совета крестьянских депутатов выступил на митинге в Минске в честь заключения мира с Германией:35.
В ночь с 17-го на 18 декабря во время чтения резолюции Всебелорусского съезда в Минске (оно началось в 1 час 15 после полуночи) в зал, где проходило заседание, вместе с большевиком, наркомом внутренних дел Западной области Л. П. Резауским вошёл начальник Минского гарнизона Н. И. Кривошеин и объявил, что он хочет сделать внеочередное официальное. Одновременно было президиуму стало известно, что здание оцеплено войсками, а у всех выходов стоят часовые. Историческая речь Кривошеина сохранилась в стенографическом отчете. Начало выступления не записано, так как его заглушали шум и протесты присутствующих:
... Я под видом мягких лайковых перчаток. Под видом мягкой пуховой постели... Я беру очередь. Теперь я приглашаю провокатора, который бы оказал, что мы продаем, кого и когда. Мы великороссы никогда не забываем вас ... Я три часа сплю (голос из публики, - а остальное время пью) и забочусь о вас. Я ни кем не задарен. Мы здесь следим, как уши и глаза. Следим за вами... Унесите светлое и милое... Еще раз говорю: Да здравствуют национальные полки Белоруссии, но те полки как вы говорите... Я готов погибнуть, но если мне скажут, что я изменник то я согласен пострадать. Вам предлагают Раду, которая поведет вас к пуховой постели, цепи на 10-15 лет. А теперь, да здравствуют пролетарские полки. А теперь я распускаю ваше собрание (Председатель лишает его слова).
Как выразились члены съезда в своем обращении: «Установить содержание заявления г. Кривошеина Президиуму Съезда не удалось, вследствие того, что г. Кривошеин был в явно не трезвом виде». При этом пришедший с Кривошеиным Резауский неоднократно его прерывал и просил Председателя Съезда лишить его слова, так как «Всебелорусский Съезд объявляется закрытым и Президиум его арестованным». Собственно роль Кривошеина в разгоне Всебелорусского Съезда и свелась к произнесению данной речи, так как дальнейшим (арестом членов Президиума, штурмом баррикад построенных участниками съезда в зале и т. д.) командовал Л. П. Резауский. Всего было арестовано 27 человек
В конце 1917 году избран в Всероссийское учредительное собрание в Минском избирательном округе и от Западного фронта по списку № 9 (большевики). Участвовал в единственном заседании Учредительного собрания в Петрограде 5 января 1918 года. Сведений об участии Кривошеина в разгоне этого исторического заседания нет.
С января 1918 года — заместитель председателя Минского Совета рабочих и солдатских депутатов, с февраля — член штаба Западного фронта.
2 мая 1918 года в Смоленске, куда были эвакуированы Минские советские и большевистские учреждения, начались солдатские волнения. Был арестован ряд руководящих советских и партийных большевистских работников. Губернский военный комиссар Кривошеин вместе с В. З. Соболевым выступил на солдатском митинге и сумел переломить настроение:238. Член смоленского обкома большевиков и губвоенком Кривошеин участвовал в ликвидации мятежа, начавшегося 14 июля 1918 в городе Белом и вызванного арестом большевиками архиепископа Макария:250-251.
С июля 1919 г. на Западном фронте командовал отрядом Красной Армии под Барановичами.

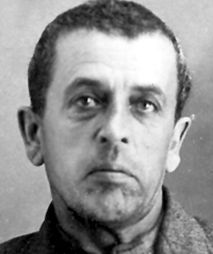
Тюремная фотография 1936 года.

С 1926 года начальник отдела Всесоюзной конторы «Союзтекстильшвейторг».
Автор неизданных воспоминаний о революционной деятельности.
13 июля 1936 года Ягода направил Сталину протокол допроса И. И. Рейнгольда от 9 июля того же года. Рейнгольд давал следствию исчерпывающие признательные показания. По его словам (или под диктовку следователя) в протоколе допроса появились сведения, что якобы в «троцкистско-зиновьевскую организацию» входили 6 подпольных групп. Одна из них, которой руководил сам Рейнгольд, возникла, якобы, в 1925—1926 годах, а «деятельность её активизировалась» в 1933 году. Она включала «в прошлом работника текстильной промышленности» Н. И. Кривошеина и ещё 5 человек.
Кривошеин был арестован 11 июля 1936 года, обвинён контр-революционной террористической деятельности, 4 октября 1936 года приговорён Военной коллегией Верховного суда СССР к расстрелу. Похоронен на Донском кладбище в могиле № 1 для «невостребованных прахов».
Реабилитирован Пленумом Верховного Суда СССР 18 июля 1989 года.

## Адреса
- 1936 Москва, Арбатская пл., д. 1/3, кв. 28[5].

## Комментарии
1. ↑  В источнике, по-видимому, повторяющаяся опечатка  "заместитель  председателя  облискомзапа В. С. Соболев", но именно Василий Захарович Соболев был заместителем председателя Смоленского Совета и членом исполнительного комитета Советов Западной области.
2. ↑  Известно его письмо в Истпарт (институт истории партии), датированное 21 июня 1936 года с благодарностью за гонорар за воспоминания: «100 рублей получил, очень Вас благодарю»[6]
3. ↑  Кроме Н. И. Кривошеина «группа» включала сотрудника «Крестьянской газеты» Михаила Вигилянского, сотрудника Наркомтяжпрома Пыжова, управляющего «Новмасло» Геронимуса, директора хлопковой станции в Азербайджане Мамченко и секретаря Всеукраинской АН Агола. (В показаниях допущен ряд неточностей: М. М. Вигилянский в момент ареста, 15 июля 1936, был сотрудником редакции журнала «Наши достижения»[8], А. М. Пыжев (а не Пыжов) являлся зам. директора комбината «Минусазолото»[9], И. Б. Геронимус был управляющим трестом «Союзлесхимстроймонтаж»[10], генетик И. И. Агол не являлся секретарём Всеукраинской АН, а с 1932 по 1934 был её вице-президентом[11]. Все они были арестованы в том же 1936-м году, некоторые расстреляны в один день с Кривошеиным. Николай Степанович Мамченко 17 января 1935 года решением ЦК КП Таджикистана «за троцкизм» был снят с должности 1-й зам. Наркомзема ТаджССР[12]. Сведения о его дальнейшей судьбе пока найти не удалось.